# Buante
Die Buante ist ein kleiner Fluss im Nordosten Frankreichs, der im Département Meuse der Region Grand Est westlich der Stadt Verdun verläuft.

## Geographie

### Verlauf
Die Buante entspringt im südlichen Gemeindegebiet von Avocourt, entwässert generell Richtung Nordwesten durch die Landschaft der Argonnen und mündet nach insgesamt rund 18 Kilometern im Gemeindegebiet von Baulny als rechter Nebenfluss in die Aire.

### Orte am Fluss
(Reihenfolge in Fließrichtung)
- Avocourt
- La Hardonnerie, Gemeinde Vauquois
- Cheppy
- Charpentry
- Baulny